# Anadol A1
L'Anadol A1 est une automobile produite en 19 724 unités par Anadol de 1966 à 1976.

## Versions

### Anadol A1 Mk I
L'Anadol A1 Mk I est une voiture développée par Reliant à la demande d'Anadol. Après validation de la conception, le prototype a été testé en décembre 1965, ce qui a permis d’obtenir l’approbation officielle. La production a débuté en 1966, avec une fabrication initiale de trois véhicules, puis une mise en production complète a été lancée. La voiture a été équipée de divers équipements, avec des améliorations apportées jusqu’en 1972. L’A1 a également marqué l’histoire du rallye turc, remportant le premier rallye officiel en 1968 et participant à des compétitions internationales. En tout, 15 231 unités de la version Mk I ont été fabriquées entre 1966 et 1972.

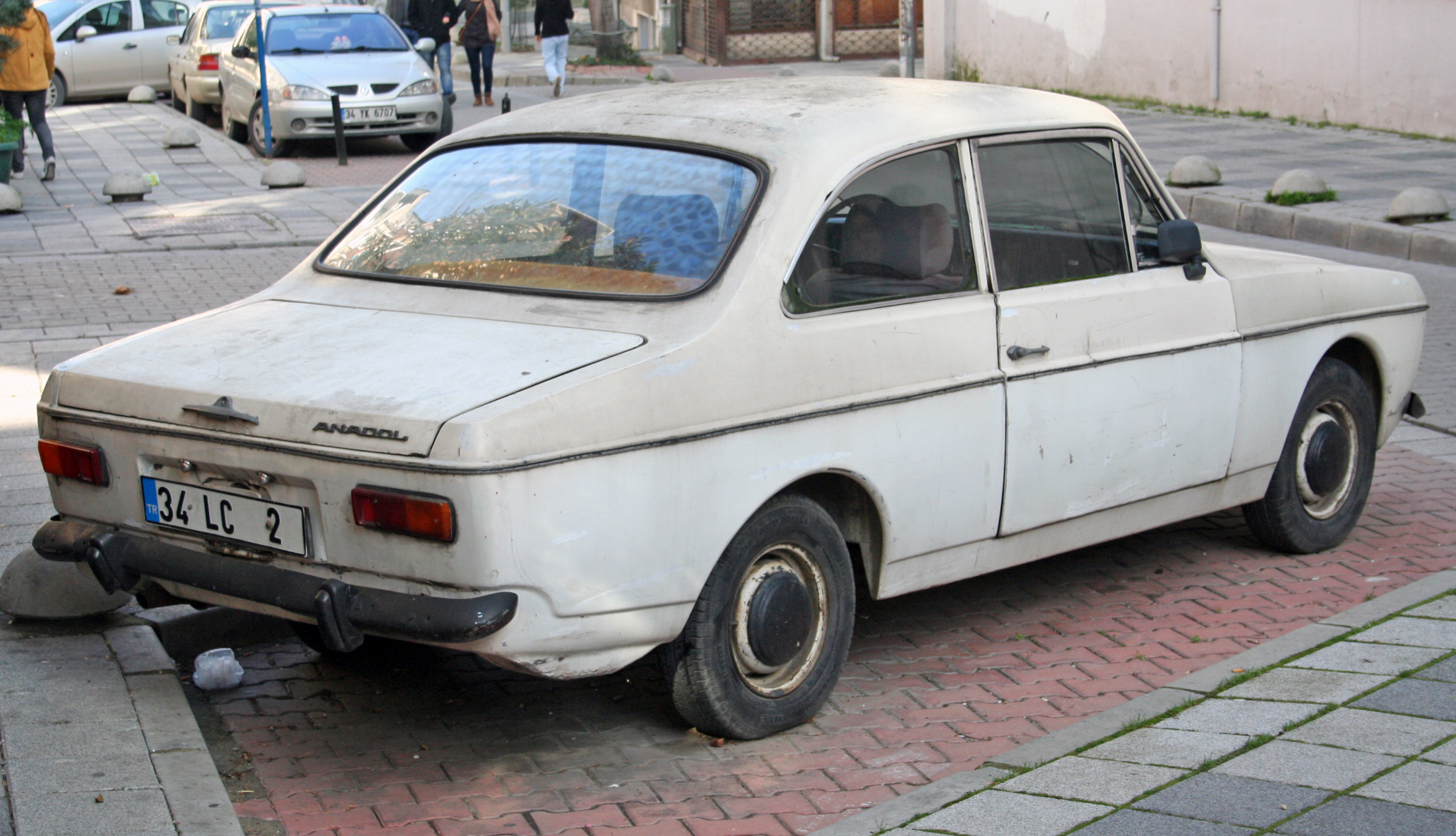
Vue arrière d'une Mk I.

### Anadol A1 Mk II
Anadol a développé le type Mk II en 1971 en référence aux jeux méditerranéens d'Izmir (en turc : Akdeniz Oyunları) d'où le modèle tient son nom d'Anadol Akdeniz. En 1976, 4 493 unités de la Mk II ont été fabriquées au total, marquant la fin de la production d'Anadol A1.

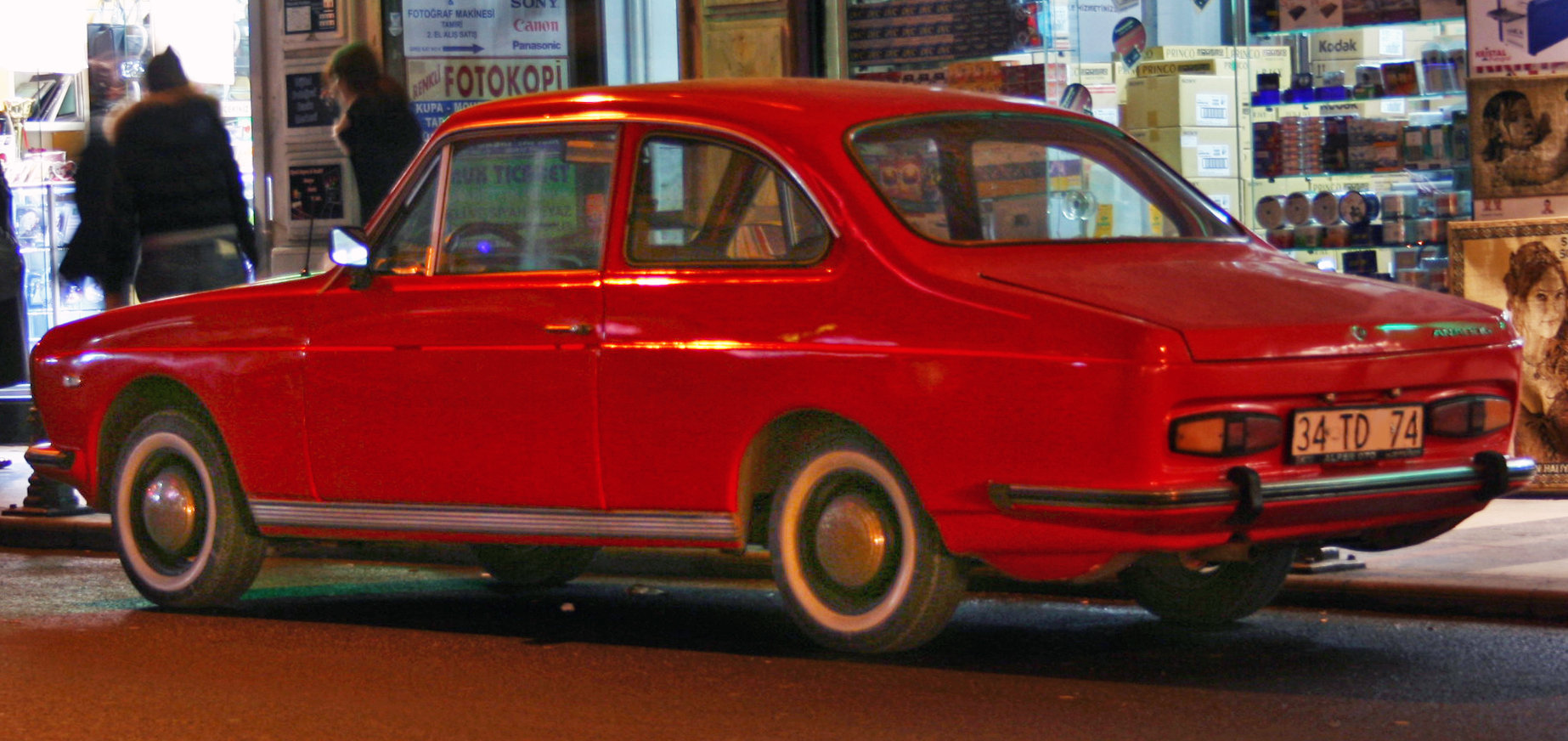
Vue arrière d'une Anadol A1 Mk II.